# Слобода (Конаковский район)
Слобода — деревня в Конаковском районе Тверской области. Входит в состав Старомелковского сельского поселения.

## География
Находится в юго-восточной части Тверской области на расстоянии приблизительно 10 км на восток от поселка Редкино на правом берегу Волги.

## История
Известна была с 1540 года как Едимонова Слободка с 24 дворами. В 1859 году здесь (тогда Мелковская Слобода) было учтено 69 дворов, в 1900 (уже Слобода) — 83.

## Население
Численность населения: 582 человека (1859 год), 543 (1900), 31 (русские 94 %)в 2002 году, 26 в 2010.